# Estero Tiltil
El estero Tiltil es un curso natural de agua de régimen pluvial, que nace del cerro Colorado Chico (1577 m s. n. m.), en la comuna de Tiltil, Región Metropolitana de Santiago, Chile. En su recorrido atraviesa las localidades de Montenegro, Rungue (sector donde el río es represado para formar el embalse Rungue), Tiltil y Polpaico, para finalmente tributar sus aguas al estero Lampa, en las cercanías de Chicauma.
Los nombres estero Montenegro, Tiltil, Polpaico y Lampa se refieren al mismo curso de agua en diferentes etapas. Hans Niemeyer escribe sobre este importante curso de agua que drena la parte norte de la cuenca del río Maipo:
Al occidente de la ciudad de Santiago, en la localidad de Pudahuel, se junta al Mapocho por su ribera derecha. el estero Lampa que proviene del norte, junto al pie oriental de la cordillera costera. Nace de unas aguadas poco al norte de la estación ferroviaria de Montenegro y concurre a su formación el estero Lo Ovalle que viene del este. Su curso superior viene encajonado con el nombre de estero Tiltil y más abajo, con el de estero Polpaico donde se le reune por la ribera izquierda el estero Chacabuco. Este último nace en la falda sur del Co. Huechún y recibe desde el oriente como principal tributario con cabeceras en la precordillera andina al estero Quilapilún. La junta de ambos se produce en el embalse Huechún. Otro tributario menor del Chacabuco es el estero Peldehue.: 339 

## Historia
Luis Risopatrón lo describe en su Diccionario Jeográfico de Chile de 1924:: 881 
Tiltil (Estero de). 33° 04' 79° 56' Es de corto caudal, corre hácia el S i se vácia en el de Lampa.156; i rio en 66, p. 232; i de Lampa en 127.